# バハムート

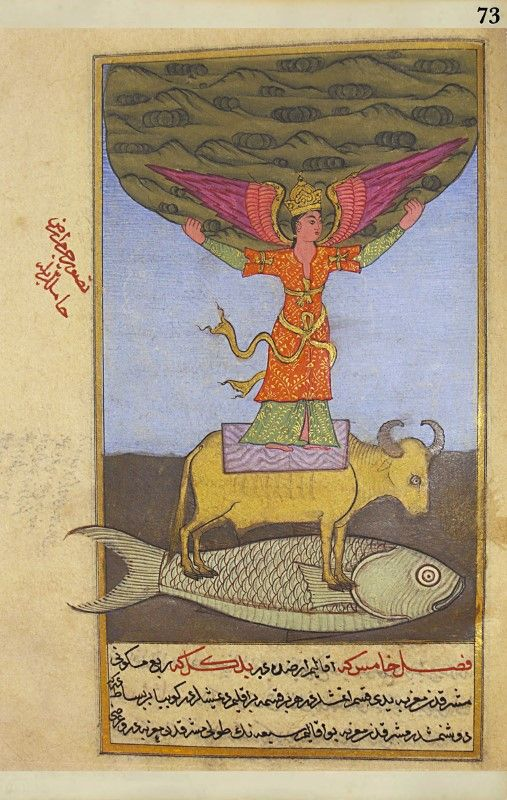
巨大魚（バハムート）は、その背に巨大な牡牛（クーユータ）を載せ、牛には緑色の風信子（ヒヤシンス石）盤が載り、その上に大地を担ぐ天使が乗る—スリューリ (Surüri)による、オスマン・トルコ語訳本カズウィーニー宇宙誌『被造物の驚異』。トプカプ宮殿博物館蔵、MSSA A 3632、第131a葉

バハムート（アラビア語: بهموت bhmwt, Bahamūt/Bahmūt）は、イスラムの伝承に登場する巨大な魚またはクジラである（大海蛇とされる場合もある）。
イスラムの宇宙誌を載せる博物誌文献には、「神は大地を天使に背負わせ、天使の足場に岩盤を、岩盤の支えに巨大な牛を、牛を乗せるために巨大な魚を配置した」と言う宇宙観が存在する。ただしこれはコーランやハディースに存在するものではなく、ユダヤの伝承がイスラムの伝承に混じって生まれたものだと考えられている。
名前は文献ごとに、あるいは同じ文献であっても写本による差異が見られ、バルフート（بلهوت blhwt, Balhūt）などとも書かれる。また、ルティーヤー（لوتيا lwtya, Lutīyā）などの名前も見られる。

## 語源
名前（بهموت bhmwt）は聖書『ヨブ記』のベヒモス（בהמות bhmwt）の借用だとされる。この巨魚の名前の遡源が陸の獣であるとされるベヒモスというのは整合性を欠くが、これについては牛をベヒモス、魚をレヴィアタンと比定すべきを、あべこべにしたという指摘がある。
一部のイスラム写本では、牛の名をクユーター کیوثا (kywṯa) もしくはクユータン کبوثان (kywṯan) 等と記すが、レヴィアタンのアラビア語形である لويتان (lwytan)の誤写であると論じられる。

## 要約
アラビア語の宇宙誌をエドワード・レインによる要約に従えば、以下のようになる。
神が地球を創った時、それは水に浮く船のように揺れて不安定だったので、神は地球を背負う天使を送った。天使は地球を両肩に乗せ両手で東西の端を持って支えたが、天使には足を置く場所がなかった。そこでその下に足場となる宝石の岩盤を置き、それも不安定だったのでその下に岩を支える牛クユーター（Kuyootà）を配し、さらに牡牛の足場として巨大魚バハムートを配して、そうして地球は安定した。
バハムートの巨躯は、全世界の海洋をその鼻孔に入れても、砂漠に置かれた芥子粒ほどしかならないと比喩される。また、その巨大さと目の輝きのために、誰もその姿を見ることが出来ないとされる。
その巨魚を支えるのは辺り一面の水であり、その水域の下には暗闇があるが、そのさらに深淵は何があるか人には知れない、とされる。

## アラビア語原典
レインが記述したような内容のアラビア語の『宇宙誌』を載せた原典（13世紀以降）は大同小異で数種ある。
原典に違いがなくとも、アラビア語を他の言葉に訳す過程で差異が生じている単語や表現もある。本稿の「巨魚」の原語は「フート」(حوت, hūt)であるが、これは、「魚」とも「鯨」とも訳される。また、天使の立ち台の岩石(宝石)は、原語では「ヤークート」（ياقوت , yāqūt）だが、これは色や種類の不特定な宝石で、レインは「ルビー」だとするが、原典の多くは緑色だと明言し、「緑色のヒヤシンス石」などと訳される。イスラムの伝承では空の青さは世界の果てを取り囲む緑色の宝石でできた山「カフ山」の色を反射したものであるとされ、この、牛の乗った岩をそれと関連付ける話も見られる。
カズウィーニー系統
ダミーリー（1405年没）は、レインが要約の原典と明記していて、レイン要約に多く合致するが、バハムート(フランス訳 Bahmaût)の巨大さに関する比喩が芥子粒でなく「一盛りの砂」となっており、牛の名も相当違っている。また、ダミーリーはザカリーヤー・カズウィーニーの書籍の転記に過ぎないともいわれている。
カズウィーニー（1283年没）による博物録『被造物の驚異と万物の珍奇』は、昔の宇宙観のひとつとして、この天使と牛と魚に支えられる構造を紹介している。魚の名前はバハムート（Bahamūt）。牛の名前は"Kīyūbān/Kibūthān"、"Kuyūthā"、"Kiyūthān"などで、目と耳と口と舌と脚をそれぞれ4万ずつ持つ。
いずれの文献ともワフブ・イブン・ムナッビフ（8世紀没）の談としこれを語っており、同じ説話が時代とともにあるいは写本のミスで変化していったと考えられる。
ヤークート系統
イブン・アル＝ワルディー (1348年没) の著述作品『驚異の真珠』は、レインが異聞の資料として挙げている文献であるが、当該部分はヤークート・アル＝ハマウィー （1229年没）による地理学辞典『諸国集成』を再構成・集約しただけのほぼ丸写しだとも、別の文献を間接的に介した剽窃とも言われている。
ヤークートもカズウィーニーと同様に様々な宇宙観を記載し、その中で、信じるに値しない逸話と前置きしつつこれを紹介する。
こちらの二文献では、巨魚の名前がバルフート（Balhūt）になっている。牛は4万の角と4万の脚を持ち、名前は述べられない。さらに、神が配置した順序が、天使、牛、岩盤となっており（天使の足が牛に届かなかったので岩盤を牛の背の瘤の上に乗せた）、そして牛の次に「七つの天地ほどの厚みの砂丘」が置かれてから、その下に魚が置かれる。
加えて、牛の呼吸が潮の満干を起こすことと、魚が地震と関係することが記される（§地震については後述）。また、巨魚と巨牛が海の水を飲み、満腹になると興奮する、あるいは満腹になった時に海が溢れて再生の日（終末）が訪れると記される。また、世界の階層構造について、「地球→水→天使→岩→牛→砂丘→魚→不毛な風→闇のベール→湿った地面→人知の及ばぬ領域」という異説を載せる。
諸預言者伝
この巨魚や巨牛関わる宇宙誌が記載される最古の文献は、サラビー編とキサーイー編の二編の『諸預言者伝』とされている。
アル＝サラビー編を引用すると、巨魚（巨鯨）にはいくつもの通称があることが次のように説明される「神は巨魚 (ヌーン)を造り給うたが、これは巨大な鯨であり、本名（イスム）をルティーヤー（Lutīyā）、添え名（クンヤ）をバルフート、あだ名（ラカブ）をバハムートという」となっている。

## ヌーン（نون）
コーラン68章『筆』（القلم , Al-Qalam）は「ن وَالْقَلَمِ وَمَا يَسْطُرُونَ（ヌーン、筆とその書いたものにかけて）」という文言で始まる。このヌーン（ ن ）はMuqattaʿat（حُرُوف مُقَطَّعَات ：神秘文字）と呼ばれるコーランの章のいくつかの冒頭に現れる文字のひとつであり、その解釈は諸説あるが、タバリー（923年没）などのタフスィール（コーランの解釈）文献において、「イブン・アッバース（687年没）曰く、それは地球を背負う魚（حوت , hūt）であり、神は最初に筆を創りそれでこの世の運命を記述し、次にヌーンを創りその上に大地が創られた」と述べられている。
タフスィールのいくつかにおいてそのヌーンの別名としてバハムートが挙げられており、上記の『諸預言者伝』の編者アル・サラビー（1035-1036年没）もそれを述べる。アル・バガウィー（1122年没）に基づくと、その魚の名前をアル・カルビー（819年没）とムクァティル（776年没）は「يهموت yhmwt, Yhmūt」、أبو اليقظان محمد بن الأفلح|アブ・アル・ヤクザン（894年没）とアル・ワクィディー（823年没）は「ليوثا lywṯa, Layūthā」、カァブ・アル＝アフバール （656年頃没）は「لويثا lwyṯa, Lawīthā」、アリー・イブン・アビー・ターリブ（661年没）は「بلهوت blhwt, Blhūt」と呼んだと言う。
アル・サラビーとアル・バガウィは『筆』のタフスィールの中で、「地球を支える天使と牛と魚」の逸話も述べており、どちらも内容は概ね同じである。天使→牛→（牛の上に）宝石の岩、の順に置かれ、次に七つの天地ほどの厚みのある「岩」が置かれて、魚が置かれる。魚の下は水でその下に闇がありその先に人知は及ばない。牛は4万の角と4万の脚を持つ。また、牛の呼吸によって潮の満ち干がおきると書かれ、下記の魚と地震の話もカァブ・アル＝アフバールによるものとして紹介される。また、アル・サラビーでは天使の立つ石の色が赤い。
カズウィーニーに先立って書かれた、ムハンマド・ブン・マフムード・トゥースィー著の 『被造物の驚異と万物の珍奇』（a.1175-1194）に、このヌーンは「頭上に世界を乗せている魚」と書かれる他、「ある舟が（あまりに大きいためにそれが何かも分からず）その輝く両目の前を通り過ぎた」などいくつかの逸話が紹介されている。

## 地震
ヤークート所収の説話には、イブリース（イスラムの悪魔）が巨魚をそそのかして、地震を発生させようとしたが、神が魚の目に羽虫を差し向けて注意を引きつけこれを収めた（異説では、神が刀状の魚を遣わすと、その姿に心酔した巨魚が、目を奪われた）とある。イブン・イヤースの『Badāʼi al-zuhūr fī waqāʼi al-zuhūr』では、イブリースは魚を誘惑するのに失敗した後に牛に向かって誘惑し、同じく神が動物を送ったために失敗する。
同様の説話は、アル＝サラビー編『諸預言者伝』にもあるが、そちらでは神が何かしらの生物を鼻経由でその脳に達しさせ、巨魚ルティーヤーを屈服させたとある。さらには説話の語り手をカァブ・アル＝アフバール（7世紀没）としているが、この人物は、ユダヤ教からの改宗者で、ユダヤ＝イスラームの伝統をアラブ人に伝えた最古の権威と言われている。
このように地震を巨魚と結びつけた一例もあるが、イスラム文化圏では一般的に巨牛の地震発生説や、カーフ山にちなむ説のほうが敷衍している。ヤークートは、地球を支える天使が地震を起こすと言う説話も載せている。
アルゼンチンの作家ボルヘスは、日本の「地震魚」（なまずが暴れると地震が起こるという俗説）の由来はバハムートであると指摘した。
民俗学者の大林太良の研究によれば、地震牛の民間信仰はイスラーム圏に集中して分布し（北アフリカ、アラブ半島、パキスタン、マレー半島など）、「世界魚が動くと地震を起こす」というモチーフは、日本全土をはじめ、中国やインドシナに分布するという。

## ボルヘス
「バハムート」の項はまた、作家ホルヘ・ルイス・ボルヘスの『幻獣辞典』に収録された。レインを主要資料として書かれている。

### 千夜一夜物語
『千夜一夜物語』の第496夜に登場するイサ（イエス・キリスト）が見た巨魚は、名前は明記されないが、その上の巨牛が岩と天使と大地を支えるという設定になっており、バハムートのことであるとボルヘスは考察した。
この物語では、イサは神に魚の巨大さを把握できたか問われるが、巨魚が通り過ぎるのを見るなり失神したイサは、魚は見えなかったが、その全長が三日の行程ほどもある牛を見たと返答する。それは牛ではなく魚の頭であったと神に諭される。
また、世界を最下層で支えるのが大蛇ファラクとしている。

## 大衆文化
以下は、いずれも爬虫類を思わせるドラゴンの姿でデザインされた同名のキャラクター。ダンジョンズ&ドラゴンズは現代のファンタジー作品に強い影響を与えた作品であり、現代フィクションにおいてバハムートと名のつくものは、ドラゴンの姿に寄せる文化が根付いている。
- バハムート (ダンジョンズ&ドラゴンズ)（英語版） - アメリカのテーブルトークRPG『ダンジョンズ&ドラゴンズ』においてドラゴンの王プラティナムドラゴンの名前としてバハムートが使われる[61]。プラチナ色の強大な力を持つ神のドラゴンで、バビロニアの海神ティアマトの名前をもつドラゴンの女王クロマティックドラゴン（英語版）[62]と対立した対をなす設定になっている。
- バハムート (ファイナルファンタジー)（英語版） - 日本のゲーム「ファイナルファンタジーシリーズ」の第1作『ファイナルファンタジー』に竜王としてドラゴンの姿のバハムートが登場[63]。第2作では登場しないが、第3作『ファイナルファンタジーIII』では黒色ドラゴンで、作品中最上級の召喚獣とされ、以降、多くのシリーズ作品で継続的に召喚獣として登場する。詳細は「ファイナルファンタジーシリーズの召喚獣」を参照。
- バハムート(グランブルーファンタジー)  - 日本のゲーム「グランブルーファンタジー」に星晶獣として登場する。